# Буревестник (футбольный клуб, Москва)
«Буревестник» — российский футбольный клуб из Москвы.

## История
Базировался на собственном стадионе в Самарском переулке (позднее носившем названия «Профинтерн» и «Буревестник»; впоследствии на этом месте стал располагаться спортивный комплекс «Олимпийский»). В первенствах СССР участвовал в 1937—1940, 1946 и 1947 годах. В 1938 году занял последнее место в группе «А» чемпионата СССР. В 1948—1997 годах не существовал. Возрожден в 1998 году и стал играть на любительском уровне. По окончании сезона-2016 снялся с турнира третьего дивизиона, в 2017 году в турнире третьего дивизиона-2017 участие не принимал, в московском дивизионе «Б» (Четвёртый дивизион) играла команда СШ/СДЮШОР[уточнить] «Буревестник», в 2018—2019 гг. «Буревестник» играл в зоне «Москва» третьего дивизиона. В 2019—2020 годах «Буревестник» играл в зоне «Москва» третьего дивизиона (дивизион «А» чемпионата Москвы), в 2020 году занял 12-е место. В 2021 году играл в дивизионе «Б» чемпионата Москвы, занял 5-е место. В 2023 году играл в дивизионе «Б» чемпионата Москвы и обозначался как «Буревестник», так и как «Буревестник-Новатор». В 2023 СШОР «Буревестник» (Москва) и Академия «Новатор» (Химки) сформировали общую команду для участия  в дивизионе «Б» чемпионата Москвы. Объединенная команда выступала под наименованием «Буревестник-Новатор». В 2024 году среди аттестирующихся присутствовали команды «Ю. М. — „Буревестник“» и «Новатор», в чемпионате выступила только команда «Новатор».

## Названия
- 1924—1931 год — «Совторгслужащие» («Союз Совторгслужащих»)
- 1931—1936 год — СКиГ («Союз кооперации и госторговли»)
- 1936—1999 год — «Буревестник»
- 1999—2000 год — «Ростокино-Буревестник»
- 2000—2003 год — «Буревестник»
- 2003—2004 год — «Пресня-Буревестник»
- 2004—2009 год — «Буря»
- С 2009 года — «Буревестник»

## Достижения
- Первенство России среди ЛФК — 3-е место в Дивизионе «Б» зоны «Москва»: 2009
- Кубок Победы (1): 2014

## Дальнейшая судьба клуба
Впоследствии на базе клуба была создана команда ССТС (Союз Совторгслужащих), в 1931 году переименованная в СКиГ (Союз Кооперации и Госторговли). В дальнейшем на базе СКиГа была сформирована футбольная команда спортивного общества «Буревестник», игравшая в группе «А» чемпионата СССР 1938 года.

## Антирекорды
«Буревестнику» принадлежат сразу два антирекорда, установленные в чемпионате СССР 1938 года. 29 мая клуб потерпел самое крупное домашнее поражение в истории советского и российского чемпионатов, пропустив на своем поле наибольшее количество мячей. В том матче «Буревестник» со счётом 1:9 проиграл ленинградскому «Динамо».